# Gaius Marius Marcellus Octavius Publius Cluvius Rufus

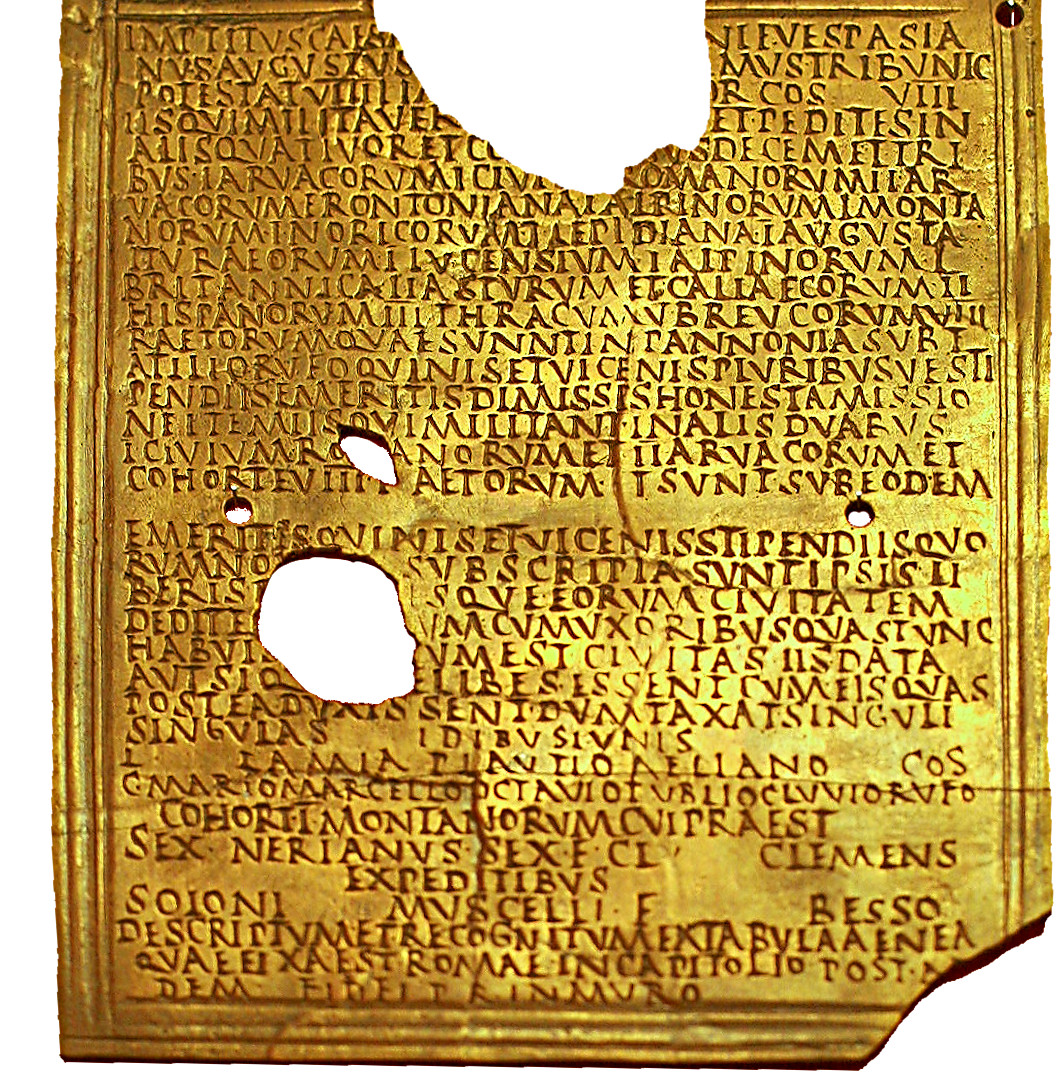
Das Militärdiplom von 80 n. Chr.

Gaius Marius Marcellus Octavius Publius Cluvius Rufus war ein im 1. Jahrhundert n. Chr. lebender römischer Politiker.
Durch ein Militärdiplom, das auf den 13. Juni 80 datiert ist, ist belegt, dass Rufus 80 zusammen mit Lucius Aelius Lamia Plautius Aelianus Suffektkonsul war.